# Guerre de nouvelle génération
 (juin 2024).
La guerre de nouvelle génération  (en russe : Война нового поколения) est une théorie russe de la guerre non conventionnelle donnant la priorité aux aspects psychologiques, et mettant l'accent sur une approche progressive de l'influence non militaire. 
Pour l'agresseur, le coût humain et économique serait ainsi nettement diminué.
Cette théorie a été énoncée en 2013 par Valery Gerasimov dans le cadre de sa Doctrine Gerasimov . 
1. ↑  Bowman 2020.